# ولاية نيدة
وِلَايَةُ نِيدَة أو نِغْدَة (بالتركية: نیغده ولایت/Niğde ili) إحدى ولايات تركيا وعاصمتها مدينة نيدة. تبلغ مساحتها 7,318 كم2 ويبلغ عدد سكانها 348,081 نسمة كما يبلغ معدل الكثافة السكانية 47/كم2.

## أعلام
- كوراي أرسلان
- عمر خالص دمير